# Мађоло (Ђенова)
Мађоло је насеље у Италији у округу Ђенова, региону Лигурија.
Према процени из 2011. у насељу је живело 80 становника. Насеље се налази на надморској висини од 365 м.